# Kenny Nagera
Kenny Nagera (Argenteuil, Isla de Francia, 21 de febrero de 2002) es un futbolista francés que juega en la demarcación de delantero para el Rodez AF de la Ligue 2.

## Biografía
Tras empezar a formarse como futbolista en el AF Épinay-sur-Seine, se marchó a la disciplina del Paris Saint-Germain. Finalmente hizo su debut con el primer equipo el 10 de abril de 2021 en la Ligue 1 contra el R. C. Estrasburgo Alsacia, sustituyendo a Kylian Mbappé en el minuto 89.
En agosto de 2021 fue cedido al S. C. Bastia. Allí jugó la primera mitad de temporada, completándola en la U. S. Avranches. La siguiente también jugó a préstamo en el filial del F. C. Lorient y tras la misma abandonó definitivamente la entidad parisina para jugar en el F. C. Differdange 03. En Luxemburgo ganó el título de liga y en junio de 2024 fichó por el RAAL La Louvière. Con este equipo ascendió a la Pro League y en agosto de 2025 regresó a Francia para jugar en el Rodez AF.

## Clubes
| Club                        | País       | Año       | Partidos | Goles |
| --------------------------- | ---------- | --------- | -------- | ----- |
| Pairs Saint-Germain F. C.   | Francia    | 2021      | 1        | 0     |
| S. C. Bastia (cedido)       | Francia    | 2021-2022 | 6        | 0     |
| U. S. Avranches (cedido)    | Francia    | 2022      | 12       | 0     |
| F. C. Lorient "II" (cedido) | Francia    | 2022-2023 | 24       | 7     |
| F. C. Differdange 03        | Luxemburgo | 2023-2024 | 29       | 10    |
| RAAL La Louvière            | Bélgica    | 2024-2025 | 23       | 3     |
| Rodez AF                    | Francia    | 2025-     |          |       |

## Palmarés

### Campeonatos nacionales
| Título                          | Club                 | País       | Año  |
| ------------------------------- | -------------------- | ---------- | ---- |
| Supercopa de Francia            | Paris Saint-Germain  | Francia    | 2020 |
| División Nacional de Luxemburgo | F. C. Differdange 03 | Luxemburgo | 2024 |